# Región Metropolitana de Foz do Rio Itajaí
La Región Metropolitana de Foz do Rio Itajaí (en portugués Região Metropolitana da Foz do Rio Itajaí), es una región metropolitana brasileña. Creado por la Ley Complementaria del Estado N° 221 de 2002, fue extinguido por la Ley Complementaria del Estado N° 381 de 2007 y restablecido por la Ley Complementaria del Estado N° 495 de 2010. Comprende cinco municipios (Balneário Camboriú, Camboriú, Itajaí, Navegantes y Penha), que forman el núcleo metropolitano, además del área de expansión metropolitana compuesta por cuatro municipios (Bombinhas , Itapema, Balneário Piçarras y Porto Belo).
Las principales actividades económicas de la región se basan en el comercio apoyado por el turismo. En esta región, el flujo de turistas puede superar la marca de 1,5 millón, alcanzada en la temporada alta de verano, principalmente en el municipio de Balneário Camboriú. Otra actividad económica importante es la construcción civil, que apalanca el sector inmobiliario de la región.

## Municipios integrantes
| Núcleo metropolitano                  | Núcleo metropolitano | Núcleo metropolitano | Núcleo metropolitano |
| Município                             | Población            | Área (km²)           | Densidad (hab/km²)   |
| ------------------------------------- | -------------------- | -------------------- | -------------------- |
| Itajaí                                | 215.895              | 289,255              | 696,8                |
| Balneário Camboriú                    | 138.732              | 46,489               | 2679,3               |
| Navegantes                            | 79.285               | 111,461              | 633,1                |
| Camboriú                              | 80.834               | 214,5                | 336,9                |
| Penha                                 | 31.764               | 58,783               | 488,5                |
| Bombinhas                             | 19.193               | 34,489               | 489,9                |
| Itapema                               | 63.250               | 59,022               | 932,1                |
| Balneário Piçarras                    | 22.511               | 99,071               | 201,6                |
| Porto Belo                            | 20.834               | 92,762               | 200,8                |
| Total área de expansión               | 125.788              | 285,344              | 440,8                |
| Total general de región metropolitana | 672.298              | 1005,832             | 668,4                |

## Foro Metropolitano de Foz do Rio Itajaí Açu
La sociedad civil organizada en 2016 decidió fundar una Asociación Civil para buscar la implementación efectiva de la región metropolitana de Foz do Rio Itajaí Açu.
La asociación Foro Metropolitano da Foz do Rio Itajaí Açu la asociación no tiene ningún carácter político o partidista, pertenece a la sociedad y trabaja para promover la mejora de la propia región, todo esto de forma voluntaria. Ante este panorama y teniendo en cuenta que la región de Itajaí está condensada en varios municipios que, hoy en día, casi no tienen, o efectivamente ya no tienen, una frontera física y, dado el problema que esto se traduce en los servicios públicos y privados , es que nació la idea de una congregación de la sociedad civil organizada en una asociación metropolitana, un lugar propicio para debates, sugerencias y análisis de los problemas que afectan a nuestra región.
Para la ejecución de las actividades, el Foro Metropolitano desarrolla:
- discursos;
- seminarios;
- debates;
- congresos;
- cursos;

sensibilización de la comunidad, tanto de la sociedad civil como de los gestores públicos, respecto de los beneficios de la vida regional.
La membresía en el foro está abierta a todos aquellos que son parte de la región y desean ser voluntarios para esta causa.

## Transporte colectivo
El transporte colectivo en la Región Metropolitana de Foz do Rio Itajaí consiste básicamente en autobuses, que son ampliamente utilizados para el traslado de la población residente en los municipios de Itajaí, Balneário Camboriú, Camboriú, Navegantes y Penha, que forman el núcleo metropolitano, además de los área de expansión área metropolitana que comprende cuatro municipios (Bombinhas, Itapema, Balneário Piçarras y Porto Belo).
Se puede dividir en:
- Las líneas urbanas municipales de Itajaí (Sistema Integrado de Transporte en implementación) son operadas por Transportes Coletivos Nossa Senhora da Piedade - Transpiedade Itajaí (anteriormente operada por Empresa de Transporte Coletivo Itajaí Ltda., ex Empresa Circular Ern Ltda.).
- Las líneas urbanas municipales en Balneário Camboriú son operadas por la empresa Lond Part SA Transportes Urbanos – Expressul (antes Transul BC)
- Las líneas urbanas municipales de Camboriú son operadas por la empresa Camboriú Transporte e Turismo Ltda. – CTT (ex Cia. Turismo Camboriú)

Las líneas urbanas municipales de Navegantes son operadas por la empresa Viação Nossa Senhora dos Navegantes Ltda. (anteriormente Transportes Rainha do Sul Ltda., que absorbió la empresa Alquino Albino 'Pitangueira')
- Las líneas municipales urbanas de Penha son operadas por la empresa Coletivo Transpenha Ltda.
- Las líneas urbanas municipales de Itapema son operadas por la empresa Viação Praiana Ltda.
- Las líneas interurbanas urbanas son operadas por las empresas: Viação Praiana Ltda., Camboriú Transporte e Turismo Ltda. – CTT y Viação Nossa Senhora dos Navegantes Ltda.
- Las líneas viales interurbanas son operadas por las siguientes empresas: Auto Viação Catarinense Ltda., Boqueron SRL Company, Auto Viação 1001 Ltda., Santo Anjo da Guarda Ltda., Reunidas SA Transportes Coletivos, Real Transporte e Turismo SA, União de Transportes Ltda., Auto Viação Rainha Ltda., Viação Nossa Senhora dos Navegantes Ltda., Santa Teresinha Transporte e Turismo Ltda., Pluma Conforto e Turismo SA, União Cascavel de Transporte e Turismo Ltda. – Eucatur, Viação Itapemirim SA, Brasil Sul Linhas Rodoviárias Ltda., Unesul de Transportes Ltda., Expresso São Pedro Ltda., Auto Viação Venâncio Aires Ltda. – Empresa de Autobuses Viasul y Nossa Senhora da Penha S.A.